# Wiaczesław Kulebiakin
Wiaczesław Aleksandrowicz Kulebiakin (ros. Вячеслав Александрович Кулебякин, ur. 30 listopada 1950 w Leningradzie) – rosyjski lekkoatleta startujący w barwach Związku Radzieckiego, płotkarz, srebrny medalista halowych mistrzostw Europy.
Zajął 7. miejsce w finale biegu na 110 metrów przez płotki na igrzyskach olimpijskich w 1976 w Montrealu. Zdobył brązowy medal w tej konkurencji na uniwersjadzie w 1977 w Sofii.
Zdobył srebrny medal w biegu na 60 metrów przez płotki na halowych mistrzostwach Europy w 1978 w Mediolanie, przegrywając jedynie z Thomasem Munkeltem z Niemieckiej Republiki Demokratycznej, a wyprzedzając Giuseppe Buttariego z Włoch. Zajął 6. miejsce w biegu na 110 metrów przez płotki na mistrzostwach Europy w 1978 w Pradze oraz 4. miejsce w biegu na 60 metrów przez płotki na halowych mistrzostwach Europy w 1979 w Wiedniu.
Był mistrzem ZSRR w biegu na 200 metrów przez płotki w 1973, a w biegu na 110 metrów przez płotki, wicemistrzem w 1976 oraz brązowym medalistą 1977. W hali był mistrzem ZSRR w biegu na 60 metrów przez płotki w 1977 i 1978 wicemistrzem w 1979 oraz brązowym medalistą w 1980, a w biegu na 110 metrów przez płotki halowym mistrzem ZSRR w 1978.
Jego rekord życiowy w biegu na 110 metrów przez płotki wynosił 13,52 s (4 czerwca 1980 w Leningradzie), a w hali w biegu na 50 metrów przez płotki 6,67 s (4 lutego 1979 w Berlinie), w biegu na 60 metrów przez płotki 7,72 s (12 marca 1978 w Mediolanie) oraz w biegu na 110 metrów przez płotki 13,74 s (3 marca 1978 w Moskwie).